# Teutschenthal
Teutschenthal is een gemeente in de Duitse deelstaat Saksen-Anhalt, en maakt deel uit van de Landkreis Saalekreis.
Teutschenthal telt 12.826 inwoners.

## Indeling gemeente
De gemeente bestaat uit de volgende Ortsteile:
- Angersdorf, sinds 2010
- Asendorf
- Benkendorf, sinds 2005
- Dornstedt, sinds 2010
- Eisdorf, sinds 1950
- Holleben, sinds 2005
- Köchstedt, sinds 1993
- Langenbogen, sinds 2010
- Oberteutschenthal, sinds 1950
- Steuden, sinds 2010
- Unterteutschenthal, sinds 1950
- Zscherben, sinds 2005

## Geschiedenis
Op 1 juli 1950 zijn de toenmalige gemeenten Oberteutschenthal, Unterteutschenthal en Eisdorf samengevoegd in Teuschenthal.

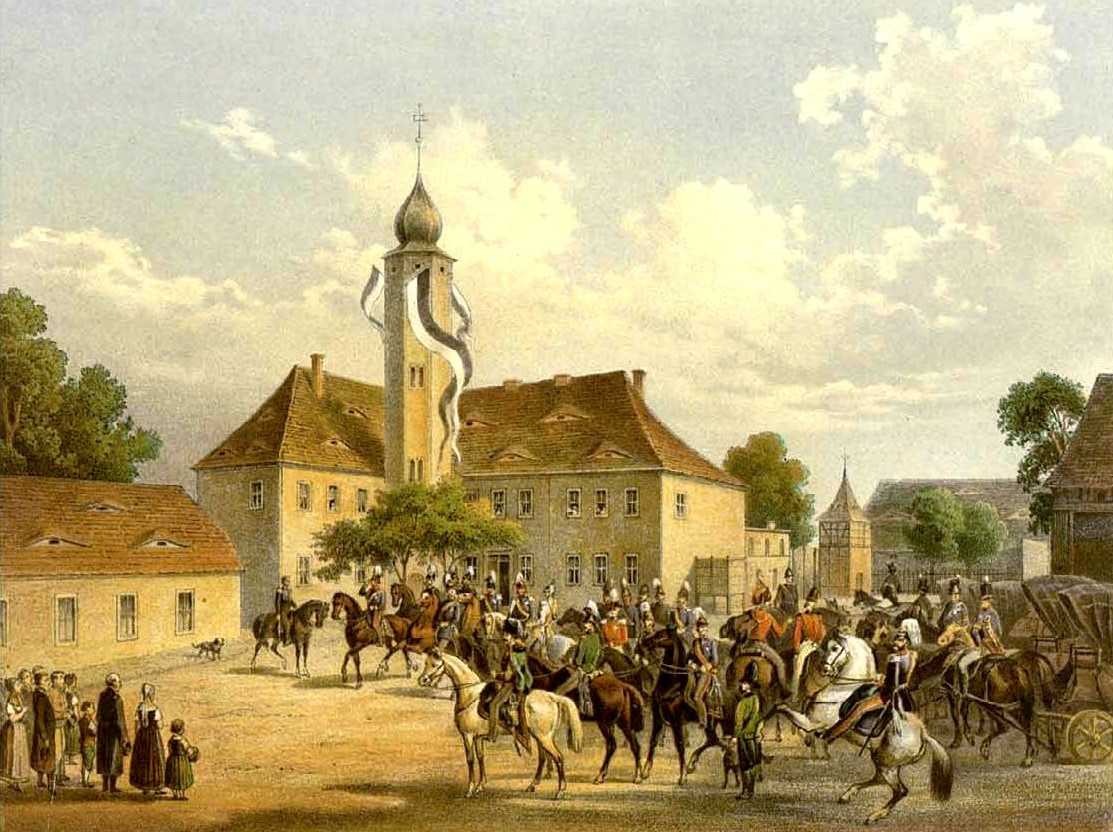
Rittergut Würdenburg, rond 1860

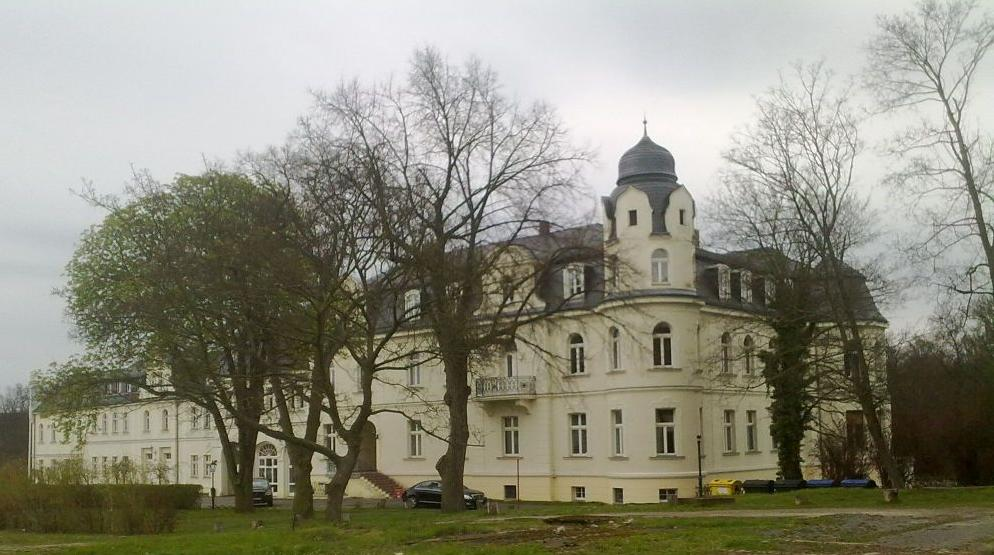
Slot Teutschenthal

Bad Dürrenberg ·
Bad Lauchstädt ·
Barnstädt ·
Braunsbedra ·
Farnstädt ·
Kabelsketal ·
Landsberg ·
Leuna ·
Merseburg ·
Mücheln (Geiseltal) ·
Nemsdorf-Göhrendorf ·
Obhausen ·
Petersberg ·
Querfurt ·
Salzatal ·
Schkopau ·
Schraplau ·
Steigra ·
Teutschenthal · 
Wettin-Löbejün